# Audition
|  | Audition er også en episode i tv-serien Glee, se Audition (Glee) |
En audition er en optagelsesprøve til for eksempel et teaterstykke eller en musical.
I Danmark bruges optagelsesprøver ved en række kunstneriske uddannelser og videregående uddannelsesinstitutioner, heriblandt Den Danske Scenekunstskole, Forfatterskolen og Danmarks Medie- og Journalisthøjskole. Derudover er det bestemt i Bekendtgørelse om adgang til de videregående uddannelser,  at en andel af de udbudte studiepladser ved kunstneriske uddannelser og universiteter, reserveres til kvote 2.
Man kan forberede sig til optagelsesprøver gennem private udbydere.